# Felisatti (azienda)
Felisatti Elettroutensili S.p.A., comunemente conosciuta come Felisatti, è stata un'azienda italiana operante nel settore della metalmeccanica.

## Storia
La storia del marchio Felisatti risale al 1949, anno in cui S.Felisatti fonda l’azienda. In breve tempo la domanda dei prodotti offerti cresce e viene costruito ed inaugurato a Ferrara il primo stabilimento produttivo. L'azienda produceva utensili professionali e macchine utensili elettriche come troncatrici e levigatrici per la lavorazione e la levigatura del legno, che rappresentavano l'ambito economico principale della società. Felisatti produceva inoltre elettroutensili quali trapani, mescolatori, avvitatori, tassellatori, levigatrici, lucidatrici, fresatrici, seghetti, pialle, troncatrici e smerigliatrici. Felisatti esportava il 50% dei propri prodotti all'estero e in particolare in Europa, in Medio Oriente, nel Bacino del Mediterraneo, in Russia e negli USA.
Negli anni settanta l'azienda superò i 700 dipendenti e negli anni ottanta era sponsor della squadra di pallacanestro femminile Basket Ferrara.
È stata coinvolta nel crac della Coopcostruttori di Argenta. Rilevata dalla Lega delle Cooperative nel 2005, nell'estate del 2008 è stata posta in liquidazione e acquistata alla fine del 2009 dal gruppo russo Interskol.
Viene ad oggi commercializzata in Italia dalla LTF SpA.